# Lwoff Award
Der Lwoff Award der Federation of European Microbiological Societies (FEMS) wird seit 2000 alle zwei Jahre für Leistungen in Mikrobiologie verliehen. Er ist mit 1000 Euro und einer Silbermedaille dotiert und der Preisträger hält auf dem Kongress der FEMS einen Vortrag.
Der Preis ist zu Ehren André Lwoffs benannt.

## Preisträger
Preisträger mit dem Titel ihres Vortrags:
- 2000 Philippe J. Sansonetti (Rupture, invasion and inflammatory destruction of the intestinal barrier by Shigella, making sense of prokaryote-eukaryote cross-talks)
- 2003 David A. Hopwood (Streptomyces Genes in Nature and Medicine)
- 2006 Jörg Hacker (Evolution in Microbial Pathogens)
- 2009 Karl-Heinz Schleifer (Classification of Bacteria: From Unicellular Plants to the Age of Genomics)
- 2011 Miroslav Radman
- 2013 Juan Luis Ramos (Mechanism of Solvent Tolerance in Gram Negative Bacteria)
- 2015 Fernando Baquero (Transmission: a basic process in Microbiology), Rolf Thauer (The microbial methane cycle)
- 2017 Jeff Errington (Cell wall deficient (L-form) bacteria: from chronic infections to the origins of life)
- 2019 Pascale Cossart (The model organism Listeria monocytogenes: towards the complete understanding of it physiology and its virulence)
- 2021 Emmanuelle Charpentier (Crispr-Cas-9: Transforming Life Sciences Through Bacteria)
- 2023 Kenneth Timmis (Microbiology Literacy And Human Stewardship Of Planet Earth: The Generational Contract)
- 2025 Carmen Buchrieser[1]